# (2045) Pékin
Pour les articles homonymes, voir Pékin et Peking.
(2045) Pékin (désignation internationale (2045) Peking) est un astéroïde de la ceinture principale, découvert le 8 octobre 1964 par l'Observatoire de la Montagne Pourpre à Nankin en Chine.
Il a été ainsi baptisé en référence à Pékin, capitale de la République populaire de Chine.